# Carva
Carva is een plaats (freguesia) in de Portugese gemeente Murça en telt 256 inwoners (2001).